# Maeve Plouffe
Pour les articles homonymes, voir Plouffe.
Maeve Plouffe née le 8 juillet 1999 à Randwick, est une coureuse cycliste australienne. Elle court sur route et sur piste.

## Biographie

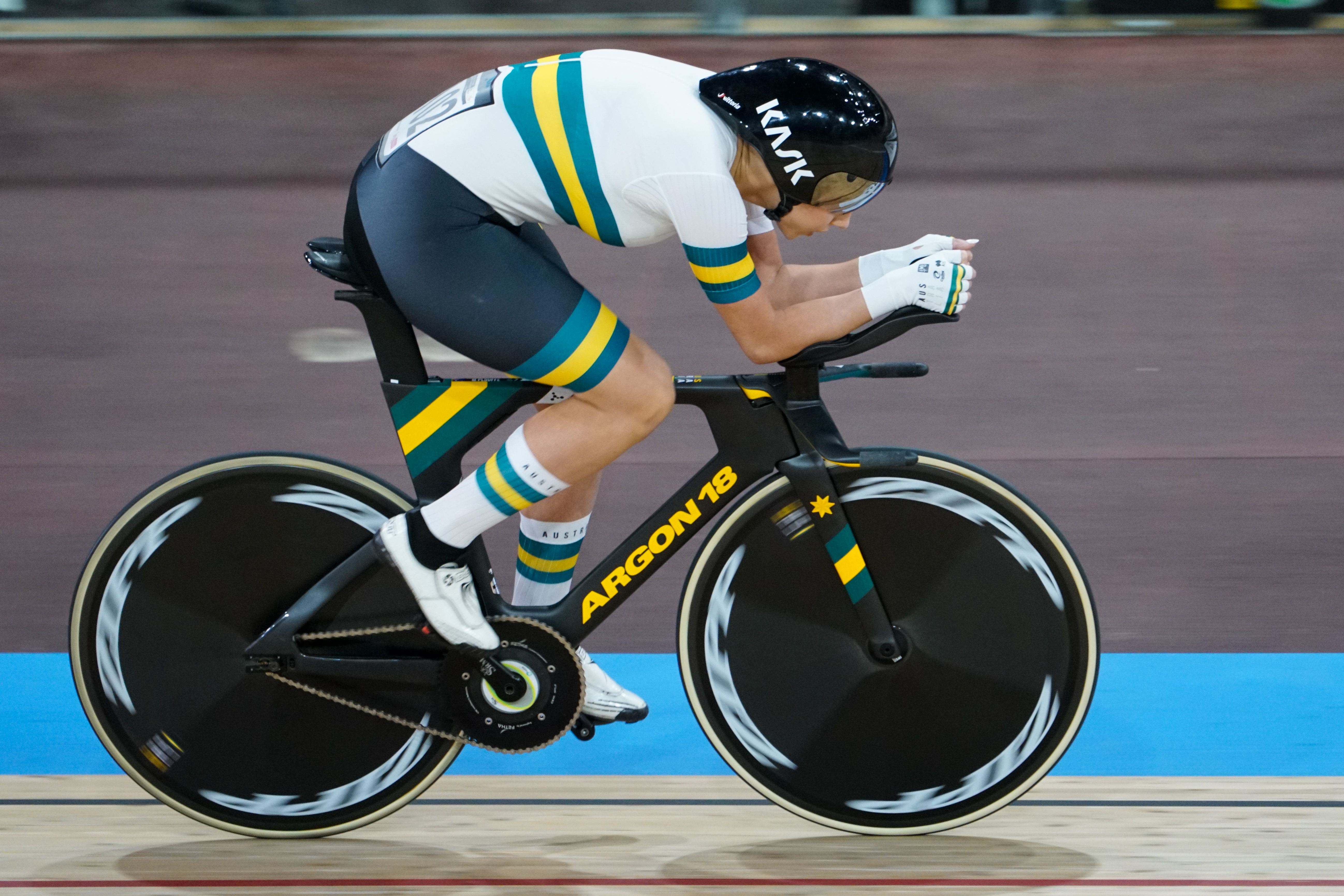
Plouffe lors de la qualification de la poursuite individuelle aux mondiaux 2020.

Maeve Plouffe commence le cyclisme à 14 ans après avoir pratiqué la nage en eau libre. Elle fait ses débuts internationaux en 2017 lors des championnats du monde sur piste juniors (moins de 19 ans). La même année, elle est sur route championne d'Océanie du contre-la-montre juniors.
Elle court avec les élites à partir de novembre 2017, puis elle rejoint le « Podium Potential Academy », un programme de la Fédération australienne de cyclisme. En 2017 et 2018, elle remporte sur piste quatre médailles aux championnats d'Océanie et deux titres de championne d'Australie.
En 2019, avec Georgia Baker, Annette Edmondson, Alexandra Manly et Ashlee Ankudinoff, elle remporte la poursuite par équipes de la manche de Coupe du monde de Brisbane. Lors des championnats d'Océanie sur piste 2019, elle décroche cinq médailles, dont le titre sur la course scratch. Trois mois plus tôt, elle s'était fait opérer au poignet à la suite d'une chute lors d'une course sur route en Belgique. 
Au printemps 2020, elle participe à son premier championnat du monde chez les élites, terminant cinquième de la poursuite par équipes et dixième de la poursuite individuelle, où elle améliore son record personnel de cinq secondes en réalisant 3 minutes et 26,742 secondes. 
En février 2022, elle réalise un nouveau record d'Australie de poursuite en 3 minutes et 19,994 secondes et devient la troisième femme de l'histoire à descendre sous les 3 minutes et 20 secondes, après Chloe Dygert (3 minutes et 16,937 secondes) et Lisa Brennauer (3 minutes et 17,372 secondes). Le même mois, elle remporte également la première édition de la Melbourne to Warrnambool Classic, la plus longue course sur route féminine d'un jour (155,7 km).

## Palmarès sur piste

### Jeux olympiques
- Tokyo 2020
  - 4e de la poursuite par équipes
- Paris 2024
  - 7e de la poursuite par équipes

### Championnats du monde
| Édition / Épreuve | Poursuite individuelle | Poursuite par équipes |
| Berlin 2020       | 10e                    | 5e                    |
| Glasgow 2023      | 5e                     |                       |

### Coupe du monde
- 2019-2020
  - 1re de la poursuite par équipes à Brisbane (avec Georgia Baker, Annette Edmondson, Alexandra Manly et Ashlee Ankudinoff)
  - 2e de la poursuite par équipes à Cambridge

### Coupe des nations
- 2022
  - 1re de la poursuite individuelle à Milton
  - 2e de la poursuite par équipes à Milton
- 2024
  - 3e de la poursuite par équipes à Adélaïde
- 2025
  - 3e de la poursuite par équipes à Konya

### Jeux du Commonwealth
| Édition / Épreuve | Poursuite individuelle | Poursuite par équipes |
| Birmingham 2022   | Argent                 | Or                    |

### Championnats d'Océanie
| Édition / Épreuve        | Poursuite individuelle | Poursuite par équipes | Course aux points | Scratch | Américaine | Omnium |
| Melbourne 2016 (juniors) |                        | Argent                |                   |         |            |        |
| Invercargill 2017        |                        | Bronze                |                   |         | Argent     |        |
| Adélaïde 2018            | Argent                 | Bronze                |                   |         |            |        |
| Invercargill 2019        | Argent                 | Argent                | Bronze            | Or      | Bronze     |        |
| Brisbane 2025            |                        |                       |                   |         |            | Bronze |

### Championnats d'Australie
- 2018
  -  Championne d'Australie de poursuite par équipes
  -  Championne d'Australie de l'américaine (avec Kristina Clonan)
- 2019
  -  Championne d'Australie de poursuite
- 2022
  -  Championne d'Australie de poursuite
  -  Championne d'Australie de poursuite par équipes
  -  Championne d'Australie de l'américaine (avec Alyssa Polites)

## Palmarès sur route
- 2017
  -  Championne d'Océanie du contre-la-montre juniors
- 2018
  - 2e du championnat d'Australie du contre-la-montre espoirs
  -  Médaillée de bronze du championnat d'Océanie du contre-la-montre espoirs
- 2022
  - Melbourne to Warrnambool Classic
- 2025
  - 3e du championnat d'Australie du critérium

### Classements mondiaux
| Année                                 | 2018 | 2019 | 2020 | 2021 | 2022 | 2023  | 2024 |
| ------------------------------------- | ---- | ---- | ---- | ---- | ---- | ----- | ---- |
| Classement UCI                        | 313e | nc   | nc   | 758e | nc   | 1379e | nc   |
| UCI World Tour                        | nc   | nc   | nc   | nc   | nc   | 328e  | 301e |
|                                       |      |      |      |      |      |       |      |
| Légende : nc = non classéSource : UCI |      |      |      |      |      |       |      |